# Philonotis rigida
Philonotis rigida är en bladmossart som beskrevs av Bridel 1827. Philonotis rigida ingår i släktet källmossor, och familjen Bartramiaceae. Inga underarter finns listade i Catalogue of Life.